# القوات الديمقراطية لتحرير رواندا
القوات الديمقراطية لتحرير رواندا جماعة متمردة مسلحة في شرق جمهورية الكونغو الديمقراطية. وهم من الهوتو المعارضين لنفوذ التوتسي، ومن آخر فصائل المتمردين الروانديين في الكونغو. وأسسها بعض النازحين الروانديين في سبتمبر 2000، بعضهم من جيش تحرير رواندا السابق، بقيادة بول رواراكابيجي. وحاربت في أواخر حرب الكونغو الثانية وفي التمرد الذي عقبها في كيفو.